# Хасура
Хасу́ра (бур. Хасуури — ель) — посёлок в Закаменском районе Бурятии. Входит в городское поселение «Город Закаменск» (с 2015 года). 

## География
Расположен в 6 км к югу от центральной части города Закаменска, на левом берегу реки Модонкуль (правый приток Джиды).

## История
До 2015 года посёлок входил в сельское поселение «Холтосонское». Законом Республики Бурятия от 7 июля 2015 года № 1206-V, городское поселение «Город Закаменск» и сельское поселение «Холтосонское» были преобразованы, путём их объединения, в городское поселение «Город Закаменск».

## Население
| 2002 | 2010 |
| ---- | ---- |
| 91   | ↘80  |